# Plumpton (East Sussex)
Plumpton is een civil parish in het bestuurlijke gebied Lewes, in het Engelse graafschap East Sussex met 1644 inwoners.